# Joseph Kentgens
Joop (Joseph) Kentgens (Utrecht, 21 december 1915 – Kalmthout (België) 19 juli 2009) was een Nederlandse verzetsstrijder tijdens de Tweede Wereldoorlog.
De Zoetermeerse tandarts Kentgens was actief in het verzet in zijn woonplaats. Hij was commandant van een verzetsgroep die hielp bij het laten onderduiken van Joden en geallieerde piloten. Samen met onder meer de marechaussee Jacob Leendert van Rij, Jan Hoorn, Piet van Driel en Cornelis van Eerden ving hij velen op die hulp en doorgeleiding naar veiliger oorden nodig hadden. Zo vingen ze ook de eerder neergestorte Amerikaanse B24 boordschutter John McCormick op. Deze bleef bij de verzetsgroep en werkte ook actief daarbinnen. Hij nam deel aan diverse overvallen op verraders.
In de behandelkamer van zijn tandartsenpraktijk overlegde hij aanvankelijk over de geheime missies. Later in de oorlog dook Kentgens blijvend onder. Zijn verzetsgroep organiseerde sabotage, wapendroppings, overvallen, onderduikadressen en doorvoer van onderduikers. Diverse Britse en Amerikaanse neergestorte piloten kwamen bij deze verzetsgroep terecht.
Op 29 april 1945 ontstond er tussen de verzetsgroep en de Duitse bezetters een vuurgevecht. Dit vond plaats in de buurt van Zevenhuizen, bij de Rottemeren, waar het verzet een schuilplaats had in het Jachthuis, dat nu The Jolly Duck wordt genoemd, vernoemd naar de B24 van de boordschutter. De overval van de Duitse troepen vond plaats ondanks dat er op dat moment een wapenstilstand was tussen de bezettingstroepen en het verzet. De boordschutter en Van Rij kwamen om het leven en Kentgens werd zwaargewond maar overleefde het. 
Na de oorlog ontving Kentgens het Bronzen Kruis en het Verzetsherdenkingskruis van de Nederlandse regering. Voor zijn hulp bij het verbergen en opvangen van Amerikaanse piloten ontving hij te Utrecht op 12 maart 1947 van de Amerikaanse regering de Medal of Freedom. Tevens ontving hij diverse overige hoge onderscheidingen, waaronder het Britse King’s Medal for Courage in the Cause of Freedom. In Zoetermeer werd het Kentgensplein naar hem genoemd.
Na de oorlog zette Kentgens zijn tandartspraktijk voort in Zoetermeer. Tevens werd hij wethouder in Zoetermeer. Na zijn pensioen verhuisde hij met zijn vrouw naar Ierland en daarna naar Zuid-Afrika. Sinds eind jaren tachtig woonde Kentgens in België, waar hij in 2009 op 93-jarige leeftijd overleed. Hij bezocht zelden tot nooit herdenkingen waarbij oud verzetsstrijders werden uitgenodigd.